# هال سميث (لاعب كرة قاعدة أمريكي)
هال سميث (بالإنجليزية: Hal Smith)‏ هو لاعب كرة قاعدة أمريكي، ولد في 7 ديسمبر 1930 في ويست فرانكفورت في الولايات المتحدة.

## وصلات خارجية
- هال سمِيث على موقع دوري كرة القاعدة الرئيسي (الإنجليزية)
- هال سمِيث على موقعبيزبول رفرنس.كوم (الدوري الرئيسي) (الإنجليزية)
- هال سمِيث على موقعبيزبول رفرنس.كوم (الدوري الثانوي) (الإنجليزية)
- هال سمِيث على موقع إي إس بي إن.كوم (أم.أل.بي) (الإنجليزية)
- هال سمِيث على موقع مشجعي الرسوم البيانية (الإنجليزية)